# Штольберг-Вернигероде, Отто цу
Граф (с 1890 г. — князь) Отто цу Штольберг-Вернигероде (1837—1896) — германский политический деятель из рода Штольбергов.

## Биография
В 1867—73 гг. был обер-президентом прусской провинции Ганновер. В 1867 г. член учредительного рейхстага, с 1871 по 1878 гг. — германского рейхстага; принадлежал к имперской партии. С 1858 г. был наследственным членом палаты господ, в 1872—76 и 1893 гг. её президентом. С 1876 по 1878 г. германский посол в Вене.
В июле 1878 г. назначен прусским государственным министром и вице-канцлером Германской империи (только что перед тем созданная должность); в этой должности он держал себя довольно независимо от Бисмарка и вследствие несогласий с ним в 1881 г. вышел в отставку. В 1884—88 гг. был министром прусского королевского двора. В 1890 г. за ним признано право на княжеский титул, ранее принадлежавший одной угасшей ветви того же дома.
Характерным примером грюндерского романтизма является перестроенный вице-канцлером родовой замок Вернигероде в Саксонии.